# Mama, Ich lebe
Mama, Ich lebe è un film del 1977 diretto da Konrad Wolf.